# Lot (reka)
Lot (okcitansko Òlt, Òut) je reka v južni Franciji, desni pritok Garone. Od izvira 1600 m visoko v Sevenih do izliva v Garono pri Aiguillonu v Lot-et-Garonne je dolga 481 km.

## Geografija

### Porečje
| - Truyère - Dourdou de Conques - Colagne | - Bramont - Célé - Thèze | - Lémance - Boudouyssou - Lède |

### Departmaji in kraji
Reka Lot teče skozi naslednje departmaje in kraje:
- Lozère: Mende
- Aveyron: Saint-Geniez-d'Olt, Espalion, Estaing, Entraygues-sur-Truyère, Capdenac-Gare
- Cantal
- Lot: Cahors
- Lot-et-Garonne: Villeneuve-sur-Lot, Aiguillon